# Complot au Château du Taureau
Complot au Château du Taureau (Les Aventures de Vick et Vicky : Complot au Château du Taureau, Bruno Bertin, 2009, France) est le quinzième album de bande dessinée des Aventures de Vick et Vicky.

## Synopsis
Vick, Marc, Marine et Angelino partent pour leurs grandes vacances à Morlaix. Ils vont séjourner chez l'oncle de Marc, Yann L'Hénoret, un pêcheur. Pour leur première sortie matinale en mer, ils font une pause au Château du Taureau car Angelino est malade. Ils ne se doutent pas qu'ils sont dans le repaire de l'ennemi public numéro 1 recherché par toutes les polices de France.

## Personnages
Héros principaux
- Vick : tantôt de bonne ou de mauvaise humeur, c'est le héros de la série et le chef de la bande. Il habite Rennes.
- Vicky : chien de Vick, désigné mascotte de la patrouille des Élans, Vicky est un personnage important dans les aventures. Il aide régulièrement les enfants à se sortir de situations difficiles.

Scouts de la patrouille des Loups Blancs
- Marc
- Angelino : maladroit, il aime faire des tours de magie et il a le mal de mer
- Marine

Personnages de l'histoire
- Yann L'Hénoret : oncle de Marc, pêcheur dans la baie de Morlaix
- Arlette L'Hénoret : tante de Marc
- Morwenn : cousine de Marc, fille de Yann et Arlette L'Hénoret.
- Monsieur Nibert
- Robert : homme séquestré

## Lieux visités
La bande dessinée commence à Rennes. On reconnaît  le Quai de Saint-Cyr avec des péniches sur la Vilaine. On aperçoit le clocher de l'hôtel de ville. Marc et Vick se rendent ensuite au siège du journal Ouest-France, rue du Pré-Botté. Édifié par l'architecte Eugène Guillaume et son fils René à partir de 1909, le bâtiment est aujourd'hui transformé en hôtel 3 étoiles.

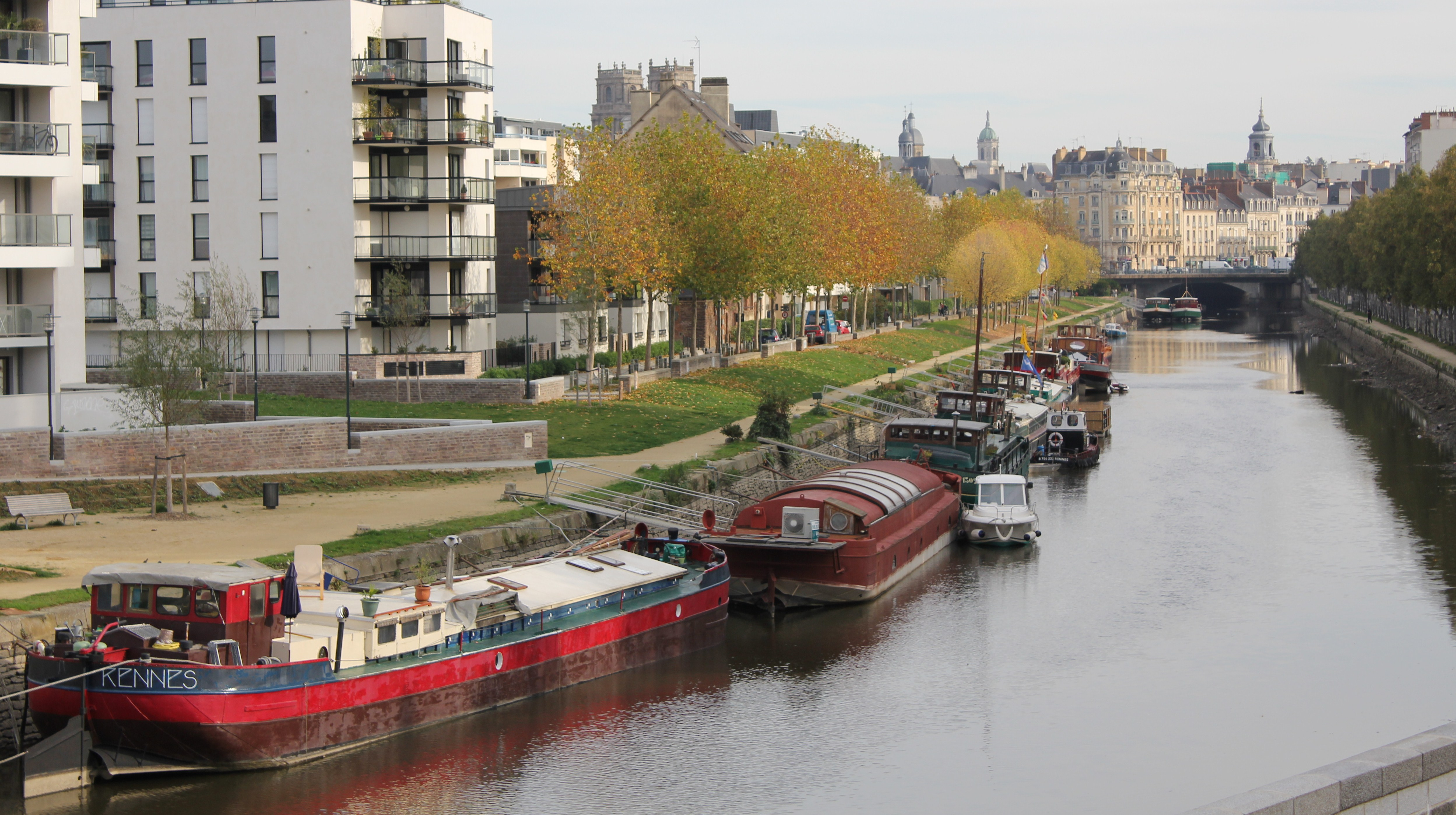
Vue de la Vilaine du Quai de la Prévalaye, à Rennes (au fond, le pont de Bretagne).
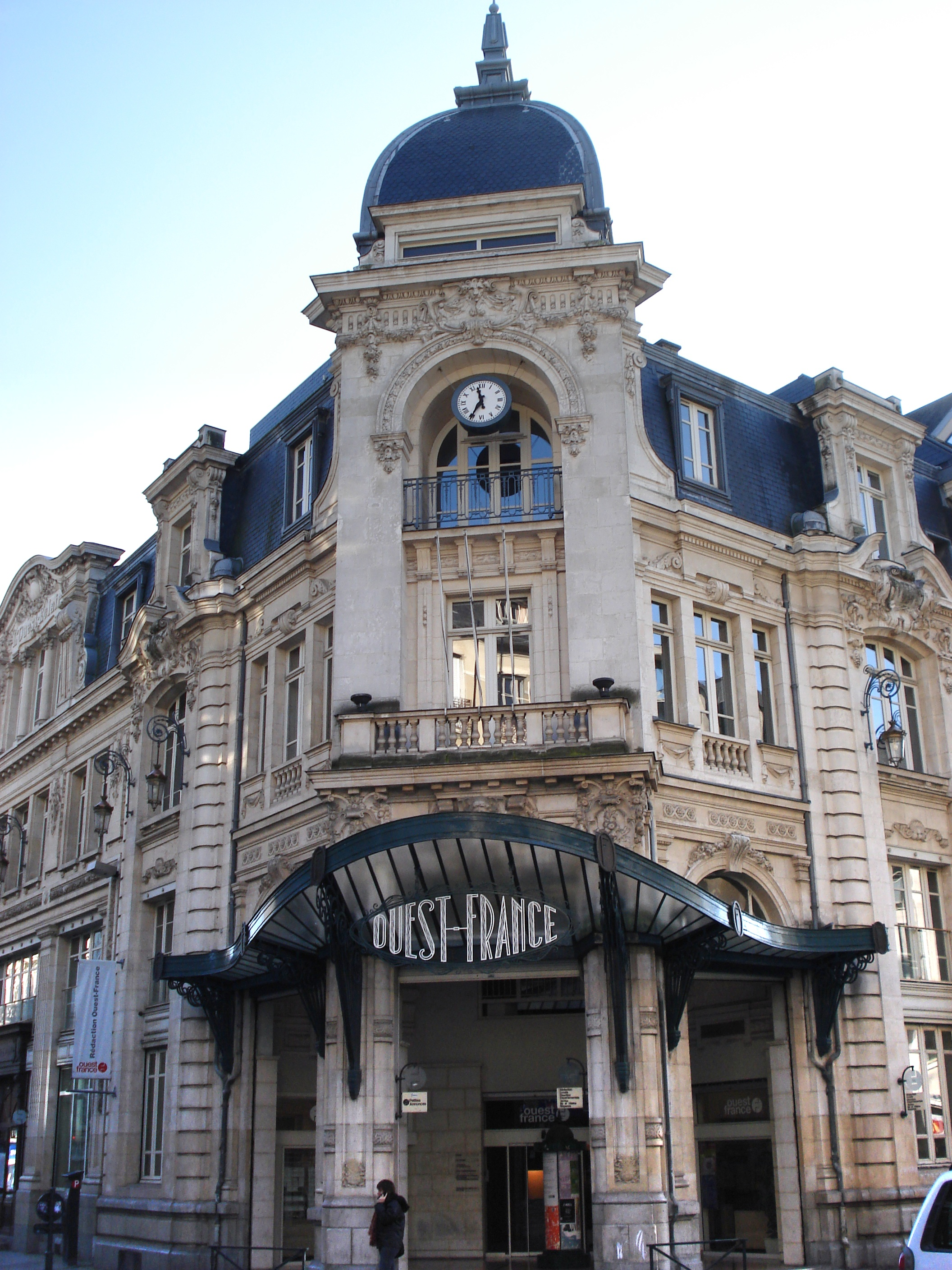
Ancien siège social et de la rédaction locale de Rennes du journal français Ouest-France.

L'album sert principalement de prétexte à la découverte de l'histoire et de la géographie de la baie de Morlaix :
- Morlaix : les personnages entrent en gare de Morlaix. C'est une gare ferroviaire de la ligne de Paris-Montparnasse à Brest, située à la sortie du viaduc de Morlaix en surplomb du centre-ville de Morlaix.
- Le Château du Taureau : à la suite de l'attaque de Morlaix par les Anglais en 1522, un fort est érigé en 1542 sur l'îlot rocheux du Taureau. L'îlot est stratégique car il contrôle l'accès à la ville de Morlaix et oblige les navires à emprunter la seule passe possible, à l'ouest, à portée de canon. Sujet aux assauts de la mer, il fait souvent, au cours de son histoire, l'objet de longues rénovations. Tour à tour moyen de défense, prison, école de voile ou encore centre de plongée, il est depuis 1914 classé monument historique. Dans l'album, il est transformé en un étrange laboratoire secret[2].
- Vauban : ingénieur architecte et maréchal de France, Vauban a joué un rôle militaire très important au XVIIe siècle en révolutionnant les défenses françaises. En effet, tout au long des côtes, il a conçu et amélioré plus d'une centaine de places fortes, parmi lesquelles on compte des sites comme Saint-Malo ou La Rochelle. C'est à lui que l'on doit la restauration du château du Taureau entre 1690 et 1790.
- Le Cairn de Barnenez : situé à Plouezoc'h, en Bretagne, le Cairn de Barnenez est un site mégalithique classé, composé de onze dolmens. On date la partie la plus ancienne de ce tumulus en pierres sèches à 4850-4450 avant J.-C., ce qui en fait la plus ancienne construction mégalithique continentale à ce jour.
- L'Île Louët : île de 3 000 m2 de superficie située dans la baie de Morlaix, l'île Louët, qui signifie l'île grise en breton, fait face au Château du Taureau.
- Les îles du Ponant : nom d'une association regroupant les 15 îles françaises du littoral de la Manche et de l'Océan Atlantique. Elles sont habitées à l'année, elles ont un statut de collectivité locale et elles ne sont pas rattachées au continent par un pont ou une route.

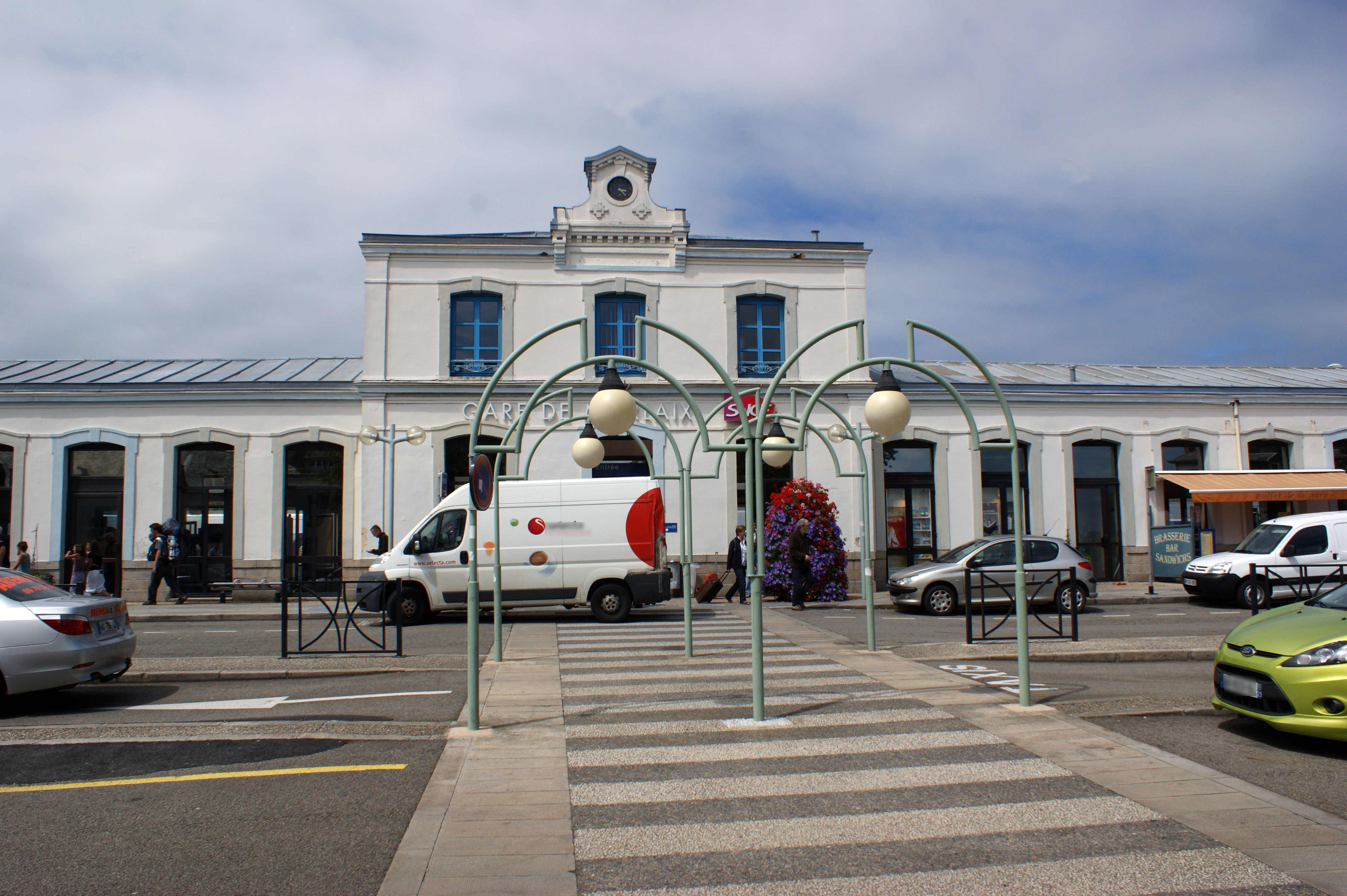
Le bâtiment voyageurs et l'entrée de la gare de Morlaix
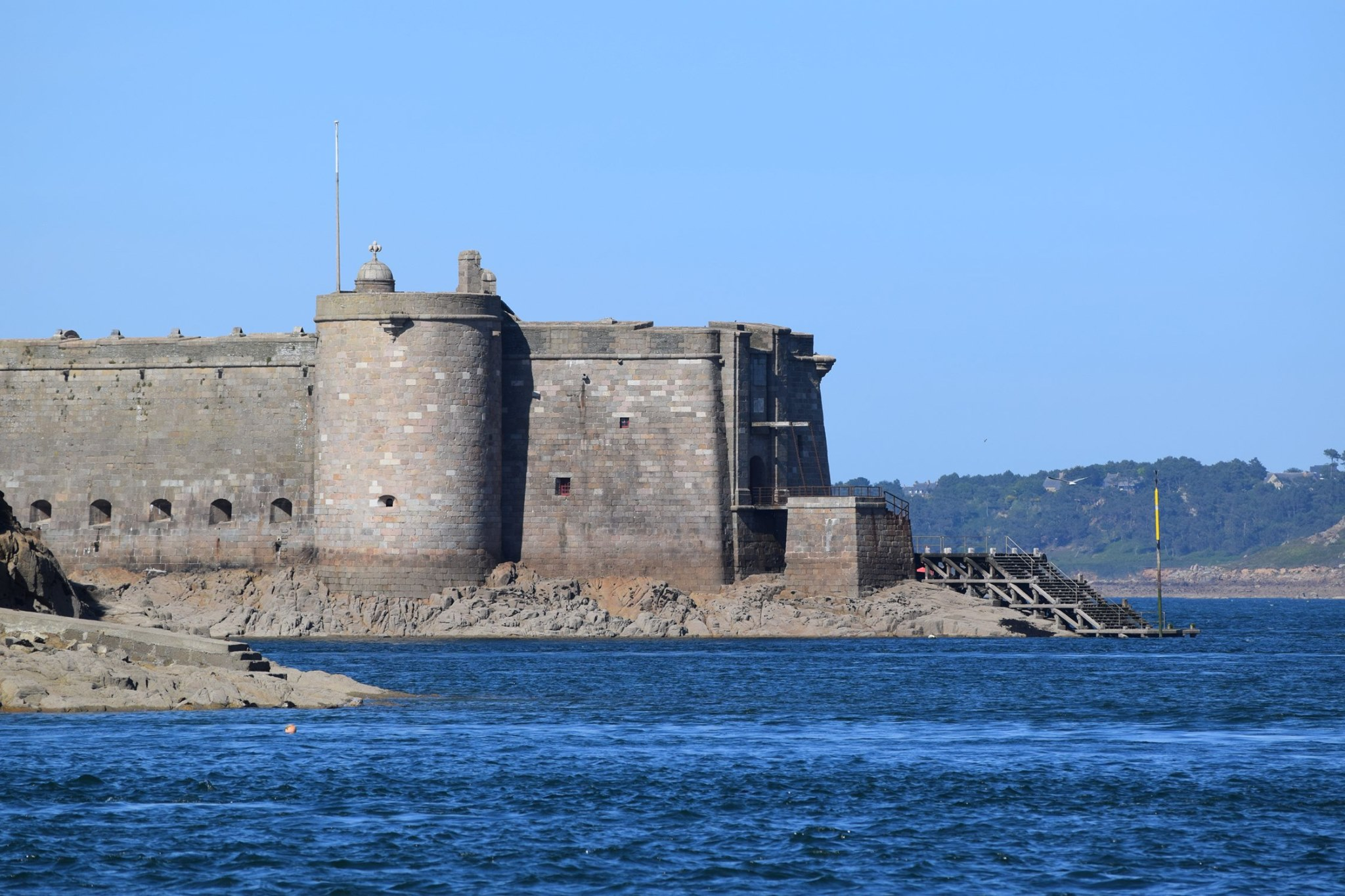
Le Château du Taureau en Baie de Morlaix
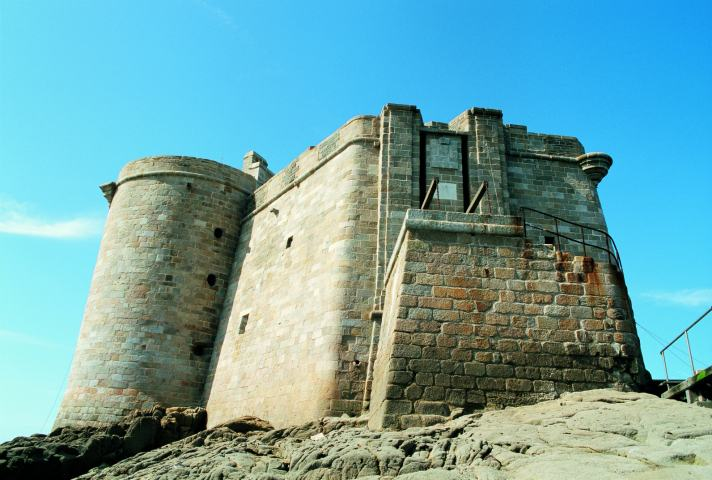
Vue d'ensemble, à gauche la tour française
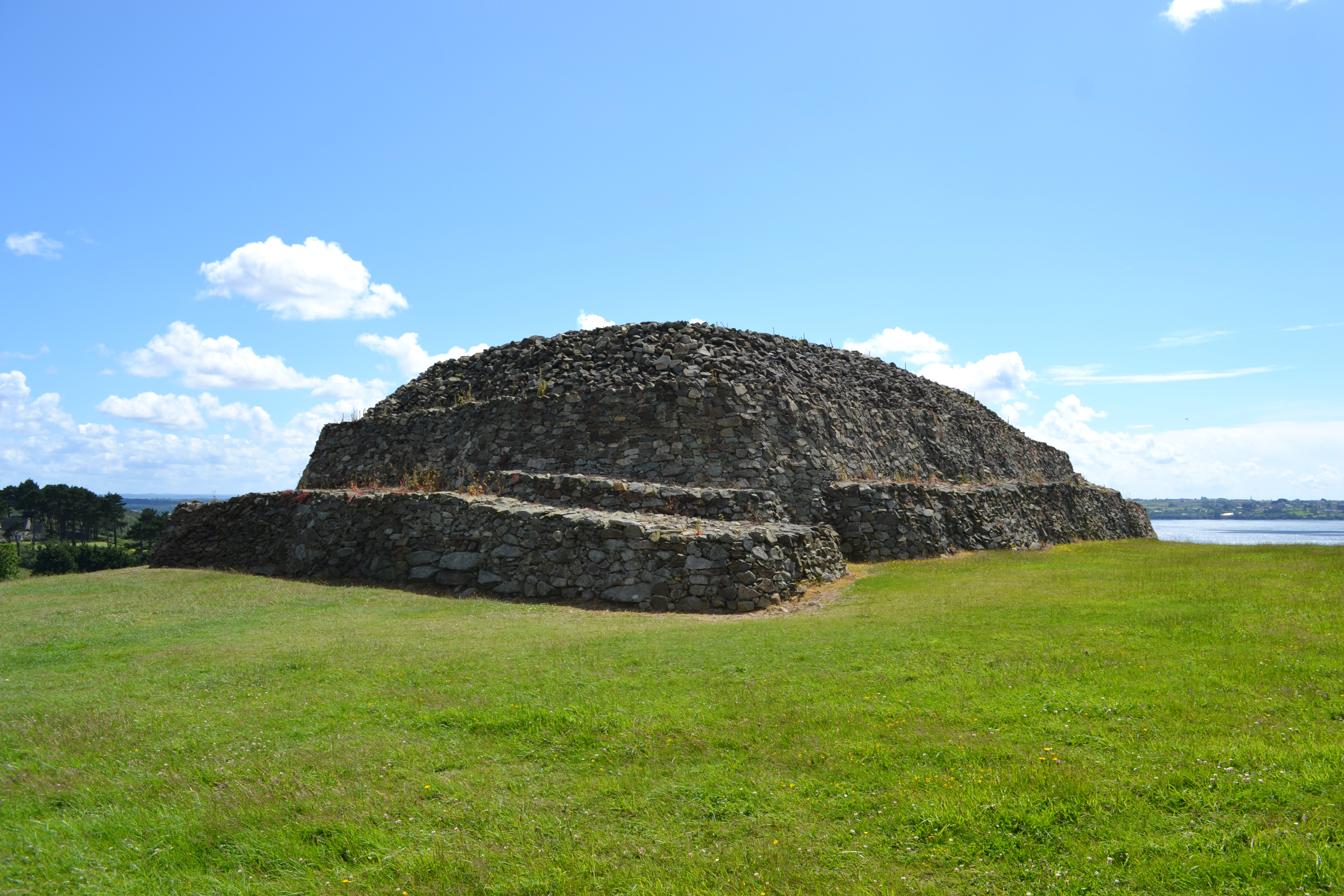
Le cairn de Barnenez, vu du nord-est
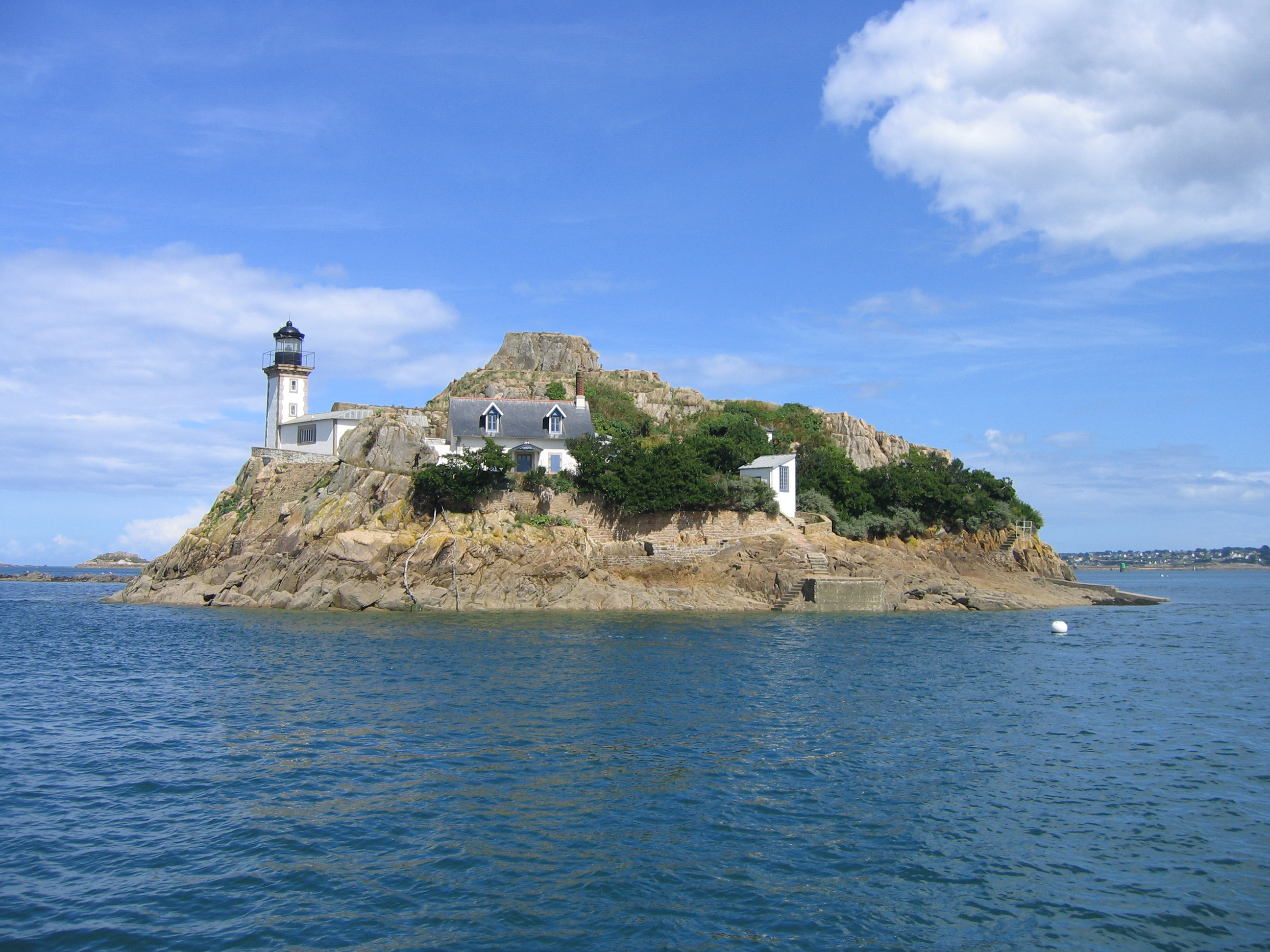
Vue de l'île Louët depuis la mer.
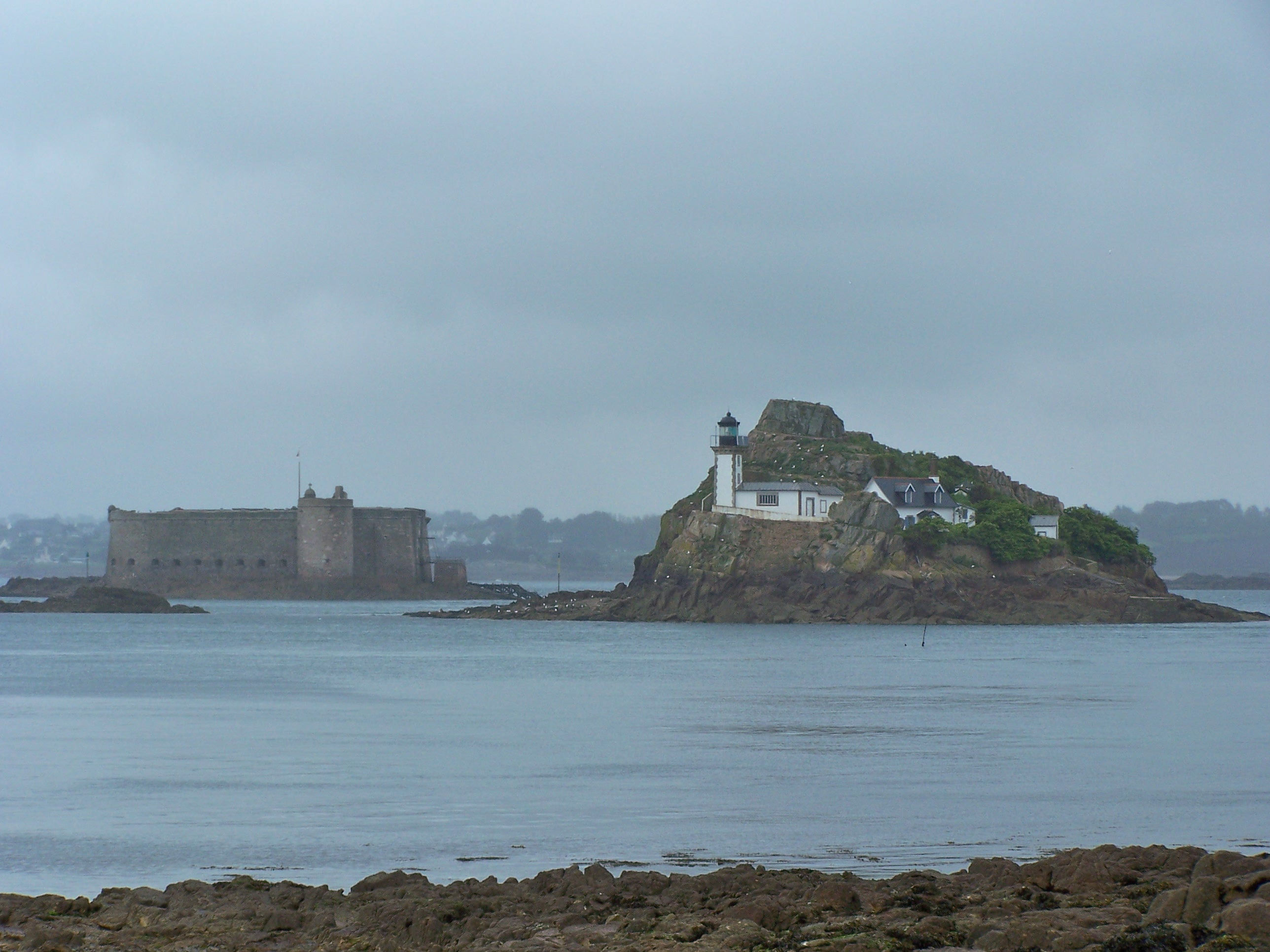
L'île Louët et le château du Taureau
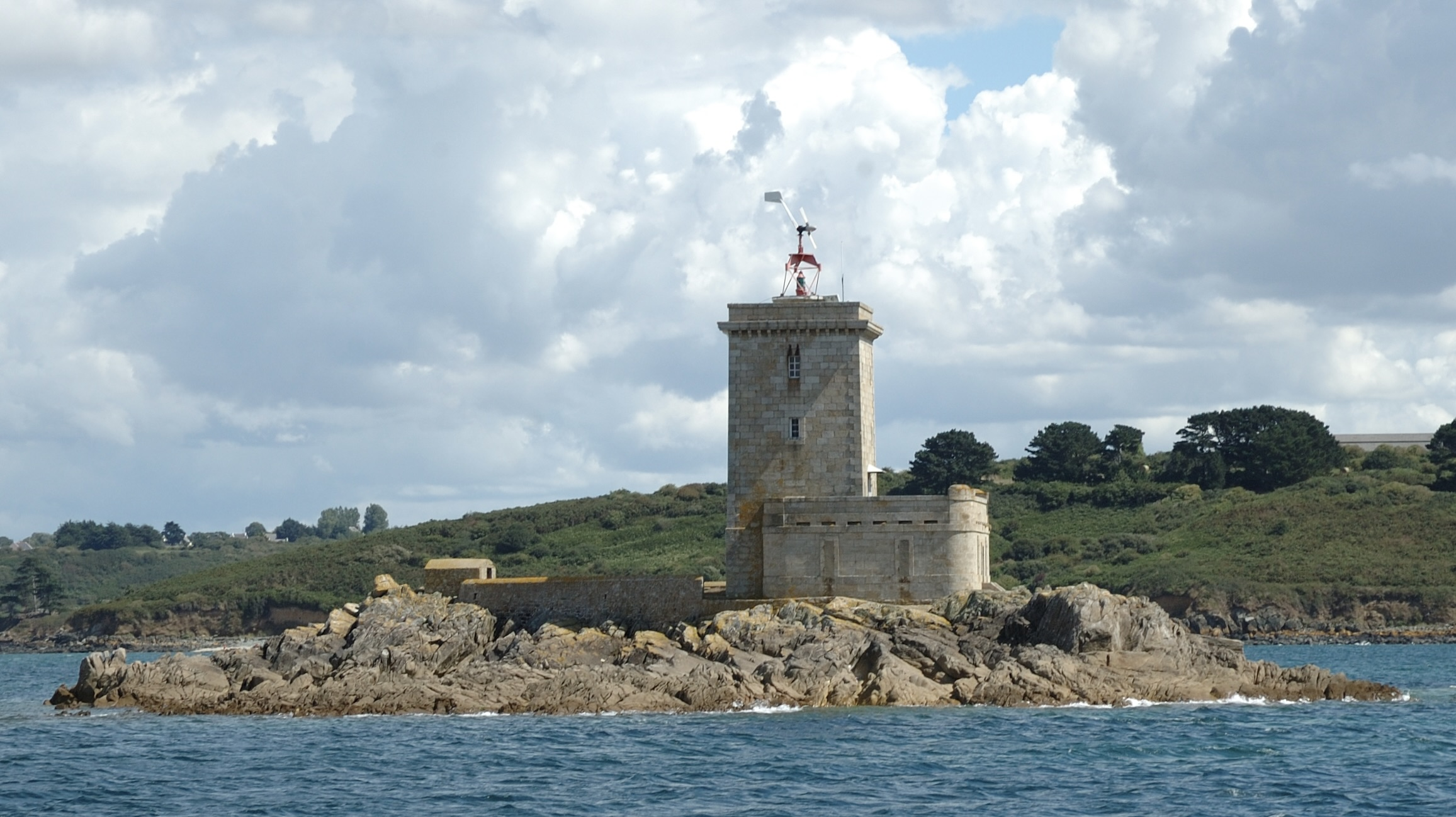
Phare de l'île Noire

Les Aventures de Vick et Vicky se revendiquant en tant que bandes dessinées pédagogiques, on trouve à la fin de l'album une fiche historique sur le lieu où se déroule l'action.

## Autour de l'œuvre

### Le thème du virus de la grippe
Dans cette bande dessinée publiée en 2009, l'auteur évoque un mystérieux virus aux ressemblances frappantes avec le Covid-19 apparu en 2019. Dans l'album, le virus, appelé  la « grippe DD », a déjà fait 1000 victimes. Marc répète ce que son père pense : « C'est encore pour engraisser les laboratoires et faire oublier les vrais problèmes ». Le méchant de l'histoire a volé le virus de la grippe DD et son antidote. Il fait subir au gouvernement un chantage. L'auteur Bruno Bertin s'est inspiré de la grippe H1N1. Pour rappel, courant mars 2009, un virus H1N1 fait sa réapparition au Mexique sous une forme génétique inédite et se propage rapidement autour de la planète. Contrairement aux craintes initiales, alimentées par les épisodes antérieurs de grippe aviaire, au mois de juin 2009, il semble établi que ce virus est relativement peu pathogène. Cependant, la médiatisation de cette épidémie et des premiers morts donne l'impression contraire. Bien que très contagieux, la mortalité est faible et concerne principalement des personnes déjà affaiblies.

### Jeu de piste
En avril 2025, à l'occasion des 30 ans de la série Vick et Vicky, un jeu de piste immersif est proposé dans l'enceinte même du château du Taureau, par la Chambre de commerce et d'industrie de Morlaix, gestionnaire du lieu, afin d'attirer un public divers. Le jeu consiste en une « chasse aux panneaux représentant dix cases de l’album, répartis dans le fort. Sur ces cases se trouvent des blocs de lettres qui, assemblées, permettent la découverte d’un message secret. Les participants doivent explorer le château pour retrouver les panneaux et déchiffrer le message. Un marque-page collector des aventures de Vick et Vicky, spécialement conçu pour l'occasion, est remis aux gagnants.»

### Remarques au fil des pages
- À la page 3 de l'album, un personnage sur une péniche ressemble au capitaine Haddock. L'île qui se trouve à côté du Château du Taureau porte le nom de l'île Noire[7]. Hergé s'en serait inspiré pour les besoins de sa bande dessinée Tintin dans L'Île Noire[8].
- À la page 4, le hall d'entrée du siège de Ouest-France présente le journal Vick et Vicky no 6 (2009) et l'ouvrage Vitraux patriotiques en Côtes d'Armor par Érik et Norbert Galesne. Chez Angelino, le lecteur peut remarquer au mur une affiche de la bande dessinée Bec-en-Fer de Jean-Louis Pesch.
- À la page 12, Marine appelle l'oncle de Marc "Monsieur Patrick". À la page 16, un ami l'appelle "Yan".
- À la page 27, on voit l'entrée du Palais de l'Élysée.
- À la page 29, l'immatriculation du bateau BB351963 renvoie aux initiales de l'auteur Bruno Bertin et son année de naissance.
- À la page 40, l'article de journal que lisent les héros est signé Édouard Maret. Il s'agit du nom d'un véritable journaliste qui a travaillé pour le journal Ouest-France[9].
- L'Hénoret, le nom de l'oncle de Marc est le nom de l'éditrice à la tête des éditions P'tit Louis, Muriel L'Hénoret[10].
- À l'issue de l'aventure, les jeunes héros reçoivent la légion d'honneur.